# Lars Herrmann
Pour les articles homonymes, voir Herrmann.
Klaus Lars Hermann (né le 12 avril 1977 à Leisnig) est un homme politique allemand (jusqu'en 2019 AfD). Il est député du Bundestag de 2017 à 2021.

## Biographie
Après avoir obtenu son diplôme de l'école secondaire de Waldheim en 1993, Hermann commence une formation pour le service de police intermédiaire de la police fédérale des frontières, qu'il achève en 1996. Après des études à l'Université fédérale d'administration publique (de) de 2007 à 2010, Herrmann passe à la haute fonction publique ; plus récemment, il travaille comme inspecteur en chef de la police à l'Inspection de la police fédérale à Leipzig dans le domaine de la criminalité liée à la drogue et des expulsions. 
Après avoir quitté le Bundestag en 2021, Herrmann reprend son ancien poste au sein de la police. 
Lars Herrmann est marié et père de trois enfants. Il vit à Parthenstein.

## Parti politique
Herrmann rejoint l'Alternative pour l'Allemagne, fondée un mois plus tôt, en mars 2013 et devient trésorier de l'association AfD de l'arrondissement de Leipzig en octobre 2013. Il est ensuite d'octobre 2016 à octobre 2017 président de l'AfD Leipzig-Campagne.
Lors de la conférence du parti à l'investiture de l'AfD saxonne en 2017, Herrmann annonce qu'il veut travailler pour le "rétablissement de la sécurité intérieure" et pour l'expulsion de ceux qui sont obligés de quitter le pays. En tant que président d'une commission d'enquête, il veut « tenir la chancelière responsable » de la crise des réfugiés en Allemagne à partir de 2015. Pendant la campagne électorale, il promet d'utiliser les expulsions même sans incitations financières "pour ne pas susciter la cupidité" et dans le système judiciaire, il prône "la dissuasion, les représailles, l'expiation et les réparations au lieu d'une justice douce". En matière d'immigration, il doit y avoir une "séparation et une distinction claires entre l'asile et l'immigration qualifiée". Il nomme "l'introduction de la démocratie directe basée sur le modèle suisse" comme son objectif le plus important. Il est également en faveur de normes éducatives uniformes dans toute l'Allemagne, mais contre leur harmonisation à l'échelle de l'UE, et veut faire campagne pour "des salaires sur lesquels on peut vivre" et "un internet rapide aussi dans les zones rurales". 
Lors du congrès du parti fédéral AfD fin novembre/début décembre 2019 à Brunswick, Herrmann critique Björn Höcke, le porte-parole du parti populaire-nationaliste actuel « Der Flügel ». Herrmann a déclaré lors de la conférence du parti fédéral que Höcke doit se présenter aux élections au comité exécutif fédéral et ensuite "prendre une claque". En conséquence, il est exclu de son groupe d'État en Saxe au Bundestag. Il s'était fait un nom en tant qu'opposant au courant et a signé l" "Appel des 100", qui critique Björn Höcke et l'influence de "l'aile". 
Le 18 décembre 2019, Herrmann quitte l'AfD et son groupe parlementaire. Herrmann justifie la démarche par le cours du parti et notamment l'influence de "l'aile" d'extrême droite dans son État de Saxe. Le groupe étatique de Saxe de son parti au Bundestag déclare qu'il a été exclu après ses critiques à l'égard de Björn Höcke et sans audition préalable. Compte tenu de cela, il n'est plus disposé à accepter les déclarations des représentants de "l'aile". 
Début 2022, Herrmann devient membre de la CDU. Son admission est  confirmée par l'association de l'arrondissement de Leipzig après consultation du président de l'État de la CDU et du ministre-président Michael Kretschmer.

## Député
2014 Herrmann est élu au conseil de l'arrondissement de Leipzig.
Aux élections fédérales de 2017, il se présente pour l'AfD dans la circonscription de Leipzig-Campagne (de) et se classe 10e sur la liste de l'État de Saxe. Il est arrivé en deuxième position dans la circonscription avec 28,7 % et est entré au 19e Bundestag via la liste des États. Le 18 décembre 2018, Herrmann annonce qu'il ne fait plus partie du groupe parlementaire AfD. Du 22 février 2018 au 13 février 2020, il fait partie du comité visé à l'article 23c, paragraphe 8, de la loi sur le service d'enquête douanière. Il est membre consultatif de la commission des affaires intérieures et de la patrie.